# Wali songo
Wali songo – misjonarze, którzy odegrali kluczową rolę w islamizacji Jawy.
Tradycja mówi o dziewięciu wali songo. Byli oni najczęściej sufickimi mistykami, w pracy misyjnej wykorzystywali między innymi poezję, muzykę i teatr wayang. Oprócz Jawajczyków byli wśród nich Chińczycy i Arabowie.